# Sport-Verein Werder von 1899 1977-1978
Questa voce raccoglie le informazioni riguardanti il Sport-Verein Werder von 1899 nelle competizioni ufficiali della stagione 1977-1978.

## Stagione
Nella stagione 1977-1978 il Werder Brema, allenato da Hans Tilkowski e Fred Schulz, concluse il campionato di Bundesliga al 15º posto. In Coppa di Germania il Werder Brema fu eliminato in semifinale dal Colonia.

## Rosa
| N. |                      | Ruolo | Calciatore            |
| -- | -------------------- | ----- | --------------------- |
|    | Germania (bandiera)  | P     | Dieter Burdenski      |
|    | Germania (bandiera)  | P     | Rolf Meyer            |
|    | Germania (bandiera)  | P     | Albert Voß            |
|    | Germania (bandiera)  | D     | Karlheinz Geils       |
|    | Germania (bandiera)  | D     | Horst-Dieter Höttges  |
|    | Germania (bandiera)  | D     | Karl-Heinz Kamp       |
|    | Germania (bandiera)  | D     | Hartmut Konschal      |
|    | Danimarca (bandiera) | D     | Per Røntved           |
|    | Germania (bandiera)  | D     | Karl-Friedrich Wessel |
|    | Germania (bandiera)  | C     | Uwe Bracht            |

| N. |                     | Ruolo | Calciatore          |
| -- | ------------------- | ----- | ------------------- |
|    | Grecia (bandiera)   | C     | Dimitrios Daras     |
|    | Germania (bandiera) | C     | Jürgen Glowacz      |
|    | Germania (bandiera) | C     | Franz Hiller        |
|    | Germania (bandiera) | C     | Jürgen Röber        |
|    | Germania (bandiera) | C     | Norbert Siegmann    |
|    | Germania (bandiera) | A     | Werner Dreßel       |
|    | Germania (bandiera) | A     | Werner Görts        |
|    | Germania (bandiera) | A     | Karlheinz Meininger |
|    | Germania (bandiera) | A     | Wilhelm Mense       |
|    | Germania (bandiera) | A     | Uwe Reinders        |

## Organigramma societario
Area tecnica
- Allenatore: Rudi Assauer, Fred Schulz
- Allenatore in seconda:
- Preparatore dei portieri:
- Preparatori atletici:

## Calciomercato

### Sessione estiva
| Acquisti | Acquisti              | Acquisti           | Acquisti |
| R.       | Nome                  | da                 | Modalità |
| -------- | --------------------- | ------------------ | -------- |
| C        | Jürgen Glowacz        | Colonia            |          |
| A        | Uwe Reinders          | Schwarz-Weiß Essen |          |
| D        | Karl-Friedrich Wessel | Werder Brema II    |          |

| Cessioni | Cessioni         | Cessioni                 | Cessioni |
| R.       | Nome             | a                        | Modalità |
| -------- | ---------------- | ------------------------ | -------- |
| A        | Jens Knop        | Atlas Delmenhorst        |          |
| D        | Mario Kontny     | Werder Brema II          |          |
| A        | Volker Ohling    | Bremerhaven              |          |
| C        | Miodrag Petrović | ASC Schöppingen          |          |
| C        | Ibrahim Sunday   | VSK Osterholz-Scharmbeck |          |
| A        | Werner Weist     | Kickers Stoccarda        |          |

### Sessione invernale
| Acquisti | Acquisti | Acquisti | Acquisti |
| R.       | Nome     | da       | Modalità |
| -------- | -------- | -------- | -------- |

| Cessioni | Cessioni | Cessioni | Cessioni |
| R.       | Nome     | a        | Modalità |
| -------- | -------- | -------- | -------- |

## Risultati

### Bundesliga

#### Girone di andata
| Arbitro: | Jensen |

|                                          |           |             |
| Demuth 78’ (rig.), 85’ (rig.) Gerber 90’ | Marcatori | 72’ Røntved |

| Arbitro: | Klauser |

|                          |           |          |
| Røntved 18’ Konschal 68’ | Marcatori | 85’ Seel |

| Arbitro: | Dölfel |

|                                               |           |                        |
| Müller 12’, 24’, 32’, 52’, 73’, 86’ Flohe 85’ | Marcatori | 41’ Røntved 81’ Bracht |

| Arbitro: | Quindeau |

|             |           |  |
| Røntved 46’ | Marcatori |  |

| Arbitro: | Waltert |

|           |           |                 |
| Röber 62’ | Marcatori | 68’ Niedermayer |

| Arbitro: | Drescher |

|                |           |  |
| Erler 26’, 44’ | Marcatori |  |

| Arbitro: | Burgers |

|           |           |             |
| Röber 23’ | Marcatori | 38’ Eickels |

| Arbitro: | Luca |

|            |           |  |
| Kremers 9’ | Marcatori |  |

| Arbitro: | Frickel |

|               |           |                       |
| Meininger 71’ | Marcatori | 32’ Keller 48’ Keegan |

| Arbitro: | Schmoock |

|                                           |           |           |
| Burgsmüller 54’, 67’ Segler 79’ Theis 89’ | Marcatori | 80’ Mense |

| Arbitro: | Gabor |

|                                                 |           |                          |
| Höttges 35’ (rig.) Röber 81’ (rig.) Røntved 89’ | Marcatori | 33’ Simonsen 78’ Schäfer |

| Arbitro: | Eschweiler |

|                   |           |  |
| Granitza 37’, 48’ | Marcatori |  |

| Arbitro: | Aldinger |

|                                            |           |                         |
| Mense 3’ Bracht 14’ Röber 53’ Konschal 72’ | Marcatori | 47’ Seliger 60’ Büssers |

| Monaco di Baviera 5 novembre 1977, ore 15:30 CET 14ª giornata | Monaco 1860 | 0 – 0 referto | Werder Brema | Stadion an der Grünwalder Straße (13 000 spett.)\| Arbitro: \| Quindeau \| |
| Arbitro:                                                      | Quindeau    |               |              |                                                                            |

| Arbitro: | Stäglich |

|                                         |           |  |
| Røntved 17’ Bracht 34’ Röber 46’ (rig.) | Marcatori |  |

| Arbitro: | Drescher |

|                            |           |          |
| Toppmöller 26’ Schwarz 36’ | Marcatori | 4’ Röber |

| Arbitro: | Engel |

|  |           |              |
|  | Marcatori | 12’ Hadewicz |

#### Girone di ritorno
| Arbitro: | Waltert |

|                                                   |           |  |
| Feilzer 28’ (aut.) Röber 37’, 47’ (rig.) Kamp 42’ | Marcatori |  |

| Arbitro: | Messmer |

|                        |           |  |
| Hickersberger 53’, 67’ | Marcatori |  |

| Arbitro: | Zuchantke |

|  |           |                               |
|  | Marcatori | 49’ Flohe 58’ (aut.) Siegmann |

| Arbitro: | Schmoock |

|                     |           |  |
| Abel 86’ Lameck 88’ | Marcatori |  |

| Arbitro: | Eschweiler |

|                                      |           |            |
| Rausch 16’ Rummenigge 29’ Müller 61’ | Marcatori | 57’ Bracht |

| Arbitro: | Hennig |

|                           |           |              |
| Meininger 8’ Konschal 82’ | Marcatori | 68’ Popivoda |

| Arbitro: | Walther |

|                  |           |           |
| Röber 33’ (aut.) | Marcatori | 88’ Röber |

| Arbitro: | Hontheim |

|                               |           |  |
| Dreßel 50’ Höttges 79’ (rig.) | Marcatori |  |

| Arbitro: | Messmer |

|           |           |             |
| Bertl 14’ | Marcatori | 28’ Glowacz |

| Arbitro: | Linn |

|                                        |           |                  |
| Bracht 5’ Dreßel 6’ Höttges 73’ (rig.) | Marcatori | 78’ (rig.) Huber |

| Arbitro: | Joos |

|                                        |           |  |
| Lienen 59’ Simonsen 61’, 76’ Kulik 90’ | Marcatori |  |

| Arbitro: | Meuser |

|                                                   |           |                           |
| Görts 8’ Bracht 21’ Kliemann 36’ (aut.) Röber 73’ | Marcatori | 72’ Kristensen 74’ Weiner |

| Arbitro: | Frickel |

|                           |           |  |
| Bücker 3’ Stolzenburg 56’ | Marcatori |  |

| Arbitro: | Risse |

|                       |           |  |
| Glowacz 32’ Röber 50’ | Marcatori |  |

| Arbitro: | Eschweiler |

|  |           |                      |
|  | Marcatori | 43’ Röber 90’ Dreßel |

| Arbitro: | Burgers |

|                                                           |           |                                  |
| Geils 22’ Siegmann 25’ Röber 36’ Konschal 60’ Glowacz 90’ | Marcatori | 8’ Wendt 66’ Toppmöller 81’ Geye |

| Arbitro: | Kindervater |

|                         |           |  |
| Müller 21’ Schmider 90’ | Marcatori |  |

### Coppa di Germania
| Arbitro: | Marchefka |

|                     |           |                                                     |
| Siegmann 48’ (aut.) | Marcatori | 10’ (rig.), 75’ Höttges 26’ Røntved 34’, 43’ Bracht |

| Arbitro: | Ferro |

|  |           |                                                            |
|  | Marcatori | 9’, 65’ Reinders 21’ (rig.) Höttges 86’ (aut.) Werthmüller |

| Arbitro: | Wuttke |

|  |           |                     |
|  | Marcatori | 5’ Dreßel 62’ Mense |

| Arbitro: | Hennig |

|                              |           |              |
| Hartwig 51’ (aut.) Röber 90’ | Marcatori | 48’ Hofeditz |

| Arbitro: | Quindeau |

|                               |           |            |
| Dreßel 50’ Höttges 81’ (rig.) | Marcatori | 62’ Bonhof |

| Arbitro: | Schmoock |

|            |           |  |
| Strack 45’ | Marcatori |  |

## Statistiche

### Statistiche di squadra
| Competizione      | Punti | In casa | In casa | In casa | In casa | In casa | In casa | In trasferta | In trasferta | In trasferta | In trasferta | In trasferta | In trasferta | Totale | Totale | Totale | Totale | Totale | Totale | DR  |
| Competizione      | Punti | G       | V       | N       | P       | Gf      | Gs      | G            | V            | N            | P            | Gf           | Gs           | G      | V      | N      | P      | Gf     | Gs     | DR  |
| ----------------- | ----- | ------- | ------- | ------- | ------- | ------- | ------- | ------------ | ------------ | ------------ | ------------ | ------------ | ------------ | ------ | ------ | ------ | ------ | ------ | ------ | --- |
| Bundesliga        | 31    | 17      | 12      | 2       | 3       | 38      | 19      | 17           | 1            | 3            | 13           | 10           | 38           | 34     | 13     | 5      | 16     | 48     | 57     | -9  |
| Coppa di Germania | -     | 2       | 2       | 0       | 0       | 4       | 2       | 4            | 3            | 0            | 1            | 11           | 2            | 6      | 5      | 0      | 1      | 15     | 4      | +11 |
| Totale            | 31    | 19      | 14      | 2       | 3       | 42      | 21      | 21           | 4            | 3            | 14           | 21           | 40           | 40     | 18     | 5      | 17     | 63     | 61     | +2  |

### Andamento in campionato
| Giornata  | 1  | 2  | 3  | 4  | 5  | 6  | 7  | 8  | 9  | 10 | 11 | 12 | 13 | 14 | 15 | 16 | 17 | 18 | 19 | 20 | 21 | 22 | 23 | 24 | 25 | 26 | 27 | 28 | 29 | 30 | 31 | 32 | 33 | 34 |
| --------- | -- | -- | -- | -- | -- | -- | -- | -- | -- | -- | -- | -- | -- | -- | -- | -- | -- | -- | -- | -- | -- | -- | -- | -- | -- | -- | -- | -- | -- | -- | -- | -- | -- | -- |
| Luogo     | T  | C  | T  | C  | C  | T  | C  | T  | C  | T  | C  | T  | C  | T  | C  | T  | C  | C  | T  | C  | T  | T  | C  | T  | C  | T  | C  | T  | C  | T  | C  | T  | C  | T  |
| Risultato | P  | V  | P  | V  | N  | P  | N  | P  | P  | P  | V  | P  | V  | N  | V  | P  | P  | V  | P  | P  | P  | P  | V  | N  | V  | N  | V  | P  | V  | P  | V  | V  | V  | P  |
| Posizione | 14 | 12 | 16 | 11 | 11 | 15 | 15 | 16 | 17 | 17 | 17 | 17 | 16 | 15 | 14 | 15 | 16 | 16 | 16 | 16 | 16 | 16 | 16 | 16 | 16 | 15 | 15 | 15 | 15 | 15 | 15 | 15 | 14 | 15 |

Legenda:

Luogo: C = Casa; T = Trasferta. Risultato: V = Vittoria; N = Pareggio; P = Sconfitta.

### Statistiche dei giocatori
| Giocatore    | Bundesliga | Bundesliga | Bundesliga  | Bundesliga | Coppa di Germania | Coppa di Germania | Coppa di Germania | Coppa di Germania | Totale   | Totale | Totale      | Totale     |
| Giocatore    | Presenze   | Reti       | Ammonizioni | Espulsioni | Presenze          | Reti              | Ammonizioni       | Espulsioni        | Presenze | Reti   | Ammonizioni | Espulsioni |
| ------------ | ---------- | ---------- | ----------- | ---------- | ----------------- | ----------------- | ----------------- | ----------------- | -------- | ------ | ----------- | ---------- |
| U. Bracht    | 34         | 6          | 6           | 0          | 5                 | 2                 | 0                 | 0                 | 39       | 8      | 6           | 0          |
| D. Burdenski | 33         | 0          | 0           | 0          | 6                 | 0                 | 0                 | 0                 | 39       | 0      | 0           | 0          |
| D. Daras     | 2          | 0          | 0           | 0          | 0                 | 0                 | 0                 | 0                 | 2        | 0      | 0           | 0          |
| W. Dreßel    | 29         | 3          | 1           | 0          | 6                 | 2                 | 1                 | 0                 | 35       | 5      | 2           | 0          |
| K. Geils     | 32         | 1          | 2           | 0          | 6                 | 0                 | 0                 | 0                 | 38       | 1      | 2           | 0          |
| J. Glowacz   | 17         | 3          | 1           | 0          | 2                 | 0                 | 0                 | 0                 | 19       | 3      | 1           | 0          |
| W. Görts     | 21         | 1          | 1           | 0          | 4                 | 0                 | 0                 | 0                 | 25       | 1      | 1           | 0          |
| F. Hiller    | 22         | 0          | 1           | 0          | 4                 | 0                 | 0                 | 0                 | 26       | 0      | 1           | 0          |
| H. Höttges   | 32         | 3          | 2           | 0          | 4                 | 4                 | 0                 | 0                 | 36       | 7      | 2           | 0          |
| K. Kamp      | 23         | 1          | 1           | 0          | 4                 | 0                 | 0                 | 0                 | 27       | 1      | 1           | 0          |
| H. Konschal  | 34         | 4          | 0           | 0          | 6                 | 0                 | 0                 | 0                 | 40       | 4      | 0           | 0          |
| K. Meininger | 24         | 2          | 2           | 0          | 5                 | 0                 | 1                 | 0                 | 29       | 2      | 3           | 0          |
| W. Mense     | 11         | 2          | 0           | 0          | 3                 | 1                 | 0                 | 0                 | 14       | 3      | 0           | 0          |
| R. Meyer     | 0          | 0          | 0           | 0          | 0                 | 0                 | 0                 | 0                 | 0        | 0      | 0           | 0          |
| U. Reinders  | 25         | 0          | 2           | 0          | 6                 | 2                 | 1                 | 0                 | 31       | 2      | 3           | 0          |
| J. Röber     | 34         | 13         | 0           | 0          | 6                 | 1                 | 0                 | 0                 | 40       | 14     | 0           | 0          |
| P. Røntved   | 21         | 6          | 2           | 0          | 3                 | 1                 | 0                 | 0                 | 24       | 7      | 2           | 0          |
| N. Siegmann  | 28         | 1          | 5           | 0          | 4                 | 0                 | 0                 | 0                 | 32       | 1      | 5           | 0          |
| A. Voß       | 1          | 0          | 0           | 0          | 0                 | 0                 | 0                 | 0                 | 1        | 0      | 0           | 0          |
| K. Wessel    | 2          | 0          | 0           | 0          | 1                 | 0                 | 0                 | 0                 | 3        | 0      | 0           | 0          |